# OVS 1A
OVS 1A, auch Zhuhai-1 01A oder CAS-4A, ist der erste Satellit der kommerziellen chinesischen Erdbeobachtungskonstellation
Zhuhai-1. Betreiber der Konstellation ist das Unternehmen Zhuhai Orbita Control Engineering Co. Ltd. in der südchinesischen Provinz Guangdong. Der Satellit trägt zusätzlich auch eine Amateurfunknutzlast.

## Funktion
OVS 1A dient dazu, hochauflösende Videos aus der Umlaufbahn aufzuzeichnen. Die räumliche Auflösung der Videos beträgt 1,98 m bei einer mittleren Bahnhöhe von 530 km. Die Abdeckung umfasst eine Fläche von 8,1 km × 6,1 km.
Die Amateurfunknutzlast CAS-4A wurde von der chinesischen Amateurfunksatellitengruppe, der CAMSAT entwickelt. CAS steht für chinesischer Amateurfunk-Satellit. Die Amateurfunknutzlast besteht aus einem U/V-Lineartransponder, einer CW-Telemetriebake und einem digitalen Telemetriekanal.

## Mission
Der Satellit wurde am 15. Juni 2017 auf einer Langer-Marsch-4-Trägerrakete vom Kosmodrom Jiuquan in China gemeinsam mit HXMT, OVS 1B und ÑuSat 3 gestartet. Im Oktober 2017 wurde der Linear-Transponder aktiviert.

## Frequenzen
Die Frequenzen der Hauptnutzlast sind nicht bekannt. Folgende Frequenzen für die Amateurfunknutzlast mit dem Rufzeichen BJ1SK wurden von der International Amateur Radio Union koordiniert:
- 435,210 MHz – 435,230 MHz: Uplink LSB
- 145,880 MHz – 145,860 MHz: Downlink USB (Leistung 20 dBm)
- 145,855 MHz: CW-Bake (Leistung 17 dBm)
- 145,835 MHz: digitale Telemetrie 4k8 GMSK